# HMS Subtle (P251)
Le HMS Subtle (P251) est un sous-marin britannique de classe S, mis en service en 1944 et ayant servi pendant la Seconde Guerre mondiale.